# G.G. Fickling
G. G. Fickling est le pseudonyme collectif des écrivains américains Gloria Gautraud Fickling (1949-) et Forrest E. Skip Fickling (1925-1998). Ce duo est principalement connu pour avoir créé le personnage de Honey West, le premier détective féminin de l’histoire de la littérature policière.

## Biographie
Après son retour de la Seconde Guerre mondiale, où il sert comme militaire dans l’armée américaine, Forrest E. Fickling se marie avec Gloria Garraud en 1949. Il travaille dans la publicité et fait des pauses périodiques pour tenter de devenir écrivain, avec le soutien de sa femme, rédactrice pour des magazines de presse féminines.
En 1957, ils imaginent ensemble le personnage d'Honey West qui devient l'un des premiers détectives féminins de la littérature policière avec son apparition dans le roman This Girl for Hire, premier titre d’une série qui compte onze romans. Neuf sont écrits entre 1957 et 1964, les deux suivants en 1971 et 1972. Pour entretenir le mystère, ils choisissent volontairement le pseudonyme de G. G. Fickling, composé des initiales de Gloria Garraud Fickling, afin de ne pas dévoiler le sexe de l’auteur aux lecteurs. Dans le dernier roman de la série, les auteurs associent Honey West à Erik March, un enquêteur privé exerçant dans le quartier d'Hollywood à Los Angeles et qui est le personnage principal des trois autres romans écrits par le duo.
Honey West apparaît pour la première fois à la télévision, en 1965, dans un épisode de la série L'Homme à la Rolls, avant de devenir l'héroïne de sa propre série, Honey West, avec Anne Francis dans le rôle de la détective. Pour ce rôle, elle remporte notamment un Golden Globe de la meilleure actrice dans une série télévisée en 1966. Mais la série ne rencontre pas le succès escompté et disparaît après une unique saison de trente épisodes.
En 1966, la maison d'édition américaine Gold Key Comics publie un comic book avec le personnage d’Honey West. En 2010, la maison d'édition américain Moonstone Books relance cette idée et publie une série éponyme composée par les auteurs et dessinateurs Trina Robbins, Cynthia Martin, Elaine Lee et Ronn Sutton. En 2014, le romancier Win Scott Eckert (en) propose une suite à la série originale avec le roman A Girl and Her Cat, avec la participation de Matthew Baugh.
En France, deux romans de la série sont publiés dans l’éphémère collection Policier choc des éditions Presses internationales. Le roman Une femme à louer, traduction de Dig a Dead Doll par Edmée Jourda, est notamment le premier titre de la collection.

## Œuvre

### Romans

#### SérieHoney West
- This Girl for Hire (1957)
- Girl on the Loose (1958)
- A Gun for Honey (1958) Publié en français sous le titre Détective en bikini, traduction de Jacques Hall, Paris, Presses internationales, coll. Policier-choc no 5, 1962.
- Honey in the Flesh (1959)
- Girl on the Prowl (1959)
- Kiss for a Killer (1960)
- Dig a Dead Doll (1960) Publié en français sous le titre Une femme à louer, traduction de Edmée Jourda, Paris, Presses internationales, coll. Policier-choc no 1, 1962.
- Blood and Honey (1961)
- Bombshell (1964)
- Honey on her Tail (1971)
- Stiff as a Broad (1972)

#### SérieErik March
- Naughty but Dead (1962)
- The Case of the Radioactive Redhead (1963)
- The Crazy Mixed-Up Nude (1964)
- Stiff as a Broad (1971)

### Nouvelles

#### SérieHoney West
- The Red Hairing (1965)

#### Autres nouvelles
- The Dancing Bear (1962)
- The Fifth Head (1963)
- The Girl in the Gray Flannel Space Suit (1963)

## Filmographie

### Comme auteur adapté
- 1965 : L'Homme à la Rolls (Burke's Law), saison deux, épisode Who Killed the Jackpot?, reprise du personnage d'Honey West.
- 1965 - 1966 : Honey West, série télévisée américaine créée par Aaron Spelling d'après le personnage d'Honey West.